# Pacto por la democracia
O Pacto por la democracia (Pacto pela Democracia) é o acordo alcançado por José Francisco Peña Gómez e Joaquín Balaguer, candidatos à presidência da República Dominicana, após a mudança nos resultados eleitorais das eleições de 1994 em que Peña Gómez saiu vitorioso e Joaquín Balaguer alterou os resultados declarando-se o vencedor das eleições.
Nas eleições de 1994, o líder do Partido Reformista Social Cristão  (PRSC) Joaquín Balaguer decidiu contrariar a vontade do eleitorado e permanecer no poder, embora nesta ocasião seu mandato tenha sido reduzido a dois anos. Pressionado, Balaguer propôs a assinatura de um "Pacto pela Democracia", no qual visava reduzir seu mandato para dois anos e depois entregá-lo ao concorrente mais próximo. Essa proposta foi rejeitada pelo candidato do Partido Revolucionário Dominicano (PRD). Diante dessa situação, Balaguer assentiu em reduzir seu mandato para dezoito meses e em realizar eleições presidenciais em 16 de novembro de 1995.
No entanto, por meio de troca de documentos, foi assinado um "Pacto pela Democracia", diferente do acordado pelos dois líderes; haja vista, Balaguer também esteve em negociações com o Partido da Libertação Dominicana (PLD).
O acordo finalmente assinado no Palácio Nacional, em 10 de agosto de 1994, estabelecia, dentre outros aspectos, a convocação da Assembleia Nacional para reformar a Constituição visando estabelecer uma nova data para as eleições presidenciais, em 16 de maio de 1996, e não em novembro de 1995, conforme acordado, separando-se das eleições municipais e parlamentares, que ocorreriam em maio de 1998; proibir a reeleição em dois períodos consecutivos e estabelecer o segundo turno caso nenhum candidato obtiver mais de 50% dos votos, bem como reformas no sistema judiciário.